# Best of 2Pac
Best of 2Pac es un álbum de grandes éxitos del rapero 2Pac. El álbum está compuesto de dos partes, Part 1: Thug y  Part 2: Life. Ambos álbumes fueron lanzados el 4 de diciembre de 2007 en los Estados Unidos y el 10 de diciembre en el Reino Unido. 121.000 copias de Thug y 90.550 de Life han sido vendidas en los Estados Unidos. Thug contiene una remezcla (de "Dear Mama", con la colaboración del cantante de R&B Anthony Hamilton) y una canción inédita ("Resist the Temptation"). Life cuenta con dos remezclas ("Still Ballin' Nitty Remix" y "Until the End of Time RP Remix) y dos temas inéditos, "Dopefiend's Diner" y "Thugz Mansion (2Pac Original)".

## Lista de canciones

### Thug
1. "2 Of Amerikaz Most Wanted" (con Snoop Doggy Dogg)
2. "California Love" (Original Mix) (con Dr. Dre & Roger Troutman)
3. "So Many Tears"
4. "I Ain't Mad at Cha" (con Danny Boy)
5. "How Do U Want It" (con K-Ci & JoJo)
6. "Trapped"
7. "Changes" (con Talent)
8. "Hail Mary" (con Outlawz)
9. "Unconditional Love"
10. "Dear Mama" (Frank Nitty Remix) (con Anthony Hamilton)
11. "Resist the Temptation" (con Amel Larrieux)

### Life
1. "Definition of a Thug Nigga"
2. "Still Ballin'" (Nitty Remix) (con Trick Daddy)
3. "Until the End of Time" (Remix) (con Richard Page)
4. "Never Call U Bitch Again" (con Tyrese)
5. "They Don't Give a Fuck about Us" (con Outlawz)
6. "Keep Ya Head Up"
7. "Ghetto Gospel" (con Elton John)
8. "Brenda's Got a Baby"
9. "Thugz Mansion" (2Pac Original) (con J. Phoenix)
10. "When I Get Free "
11. "Dopefiend's Diner"

## Posiciones en lista
| Año  | Álbum                           | Posiciones en lista | Posiciones en lista    | Posiciones en lista |
| Año  | Álbum                           | Billboard 200       | Top R&B/Hip Hop Albums | Top Rap Albums      |
| ---- | ------------------------------- | ------------------- | ---------------------- | ------------------- |
| 2007 | The Best of 2Pac - Part 1: Thug | 65                  | 13                     | 6                   |

| Año  | Álbum                           | Posiciones en lista | Posiciones en lista    | Posiciones en lista |
| Año  | Álbum                           | Billboard 200       | Top R&B/Hip Hop Albums | Top Rap Albums      |
| ---- | ------------------------------- | ------------------- | ---------------------- | ------------------- |
| 2007 | The Best of 2Pac - Part 2: Life | 77                  | 15                     | 8                   |